# L'Or et la Chair
Pour plus de détails, voir Fiche technique et Distribution.
L'Or et la Chair (The Toast of New York) est un film américain en noir et blanc de Rowland V. Lee et Alexander Hall sorti en 1937. Le film s'inspire librement de la vie du spéculateur James Fisk et du scandale Fisk-Gould qu'il déclencha en spéculant sur le marché de l'or à la Bourse de New York en septembre 1869.

## Synopsis
James « Jim » Fisk (Edward Arnold) a fait fortune pendant la Guerre civile, achetant du coton à bas prix aux fermiers du Sud dont les terrains ont été occupés par les troupes de l'Union et en le passant en contrebande au Nord pour le revendre vingt fois plus cher. Après la guerre, il s'associe avec Nick Boyd (Cary Grant) et le financier Daniel Drew (Donald Meek). Les deux hommes tombent amoureux de la même femme, Josie Mansfield (Frances Farmer).

## Fiche technique
- Titre original : The Toast of New York
- Réalisation : Rowland V. Lee et Alexander Hall
- Scénario : Matthew Josephson (en), d'après le livre de Bouck White
- Producteur : Edward Small
- Pays de production :  États-Unis
- Date de sortie : 30 juillet 1937
- Durée : 109 minutes
- Musique : Nathaniel Shilkret
- Montage : Samuel E. Beetley, George Hively

## Distribution
- Edward Arnold : James « Jim » Fisk
- Cary Grant : Nick Boyd
- Frances Farmer : 	Josie Mansfield
- Jack Oakie : Luke
- Donald Meek : Daniel Drew
- Thelma Leeds (en) : Mlle Fleurique
- Clarence Kolb : Commodore Cornelius Vanderbilt
- Billy Gilbert : photographe
- George Irving : le courtier de vente d'or
- Russell Hicks : l'avocat de Jim

Acteurs non crédités
- Oscar Apfel : Wallack
- George Cleveland : Perkins
- Joyce Compton : Mary Lou
- Robert Dudley : le concierge
- Gavin Gordon : un major sudiste
- Mary Gordon : Mme Callahan
- Frank M. Thomas : l'avocat de Fisk
- Bryant Washburn : le courtier de Vanderbilt